# Myrtil Fauvette
Myrtil Fauvette est une bande dessinée française en trois tomes, écrite et dessinée par Riff Reb's.
La série est terminée et, en 2005, est sortie une intégrale en noir et blanc (Les aveux complets) contenant les trois albums ainsi que des histoires courtes.
Elle met en scène un détective éponyme (le nom vient d'un papillon et d'un oiseau), vêtu de jaune et d'une écharpe noire et blanche, qui se plaît dans la saleté tandis que le monde est gouverné par des écologistes fanatiques. Il est accompagné, suivant les épisodes, par un diablotin.
Des terroristes, appelés salitionnistes, tentent de rétablir la crasse.

## Albums

### Chez lesHumanoïdes Associés
- Parole de Diable (1990)

En cherchant Riquiqui, l'oiseau d'un champion de sumo, Myrtil rencontre Diable.
- ...tu descendras du ciel (1992)

Dans une ambiance de Noël, Myrtil est confronté à Maurice Néron, un employé à l'imagination débordante. Diable n'apparaît pas dans cet épisode.
- Mister Clean (1995)

Pour combattre la saleté, le président embauche Mister Clean, venu d'outre-Atlantique, qui s'attaque au quartier où vit Myrtil. Mais le ministre de l'hygiène n'est pas près d'abandonner son poste au premier venu.

### Aux éditionsCharrette
- Les aveux complets (2005)

Compilation en noir et blanc des trois albums précédents, six histoires courtes et des croquis, dont quelques pages en couleurs.

## Prix
- 1993 : Prix Max et Moritz de la meilleure publication de bande dessinée humoristique.